# If 6 was 9
If 6 was 9 este un film românesc din 2011 regizat de Ivana Mladenović. Rolurile principale au fost interpretate de actorii Cornel Simionescu.

## Distribuție
Distribuția filmului este alcătuită din:
- Cornel Smionescu